# 타잔 한국에 오다
타잔 한국에 오다는 한국에서 제작된 김화랑 감독의 1971년 영화이다. 구봉서 등이 주연으로 출연하였고 박원석 등이 제작에 참여하였다.

## 출연

### 주연
- 구봉서
- 우연정